# Mediterraneo (Interlife)
Mediterraneo è il primo EP a scopo umanitario di Interlife, pubblicato nel 2021.

## Descrizione
Ideato e realizzato da Interlife con la direzione artistica di Livio Magnini dei Bluvertigo, l’EP Mediterraneo nasce per sensibilizzare sulla tragedia dei migranti dall’Africa e per far conoscere i Progetti di Interlife come alternativa ai viaggi, spesso mortali, nel Mediterraneo. In particolare ha l'obiettivo di raccogliere fondi per i progetti di Interlife in Africa rivolti a sostenere bambini, donne e uomini tramite il "Toolkit Interlife", un modello di sviluppo socio-economico per l’avvio di attività di lavoro e di sicurezza alimentare sostenibili in loco e potenzialmente replicabili all’infinito da beneficiario a beneficiario.
L'EP è un’operazione totalmente non profit e Interlife ha scelto di utilizzare il linguaggio universale della musica come veicolo di valori condivisi da tutti, per cercare di raggiungere il più alto numero di persone possibile. È composto da 6 tracce.
“Mediterraneo”, il primo singolo, strettamente connesso alla Mission di Interlife, è ideato e realizzato dal team di Interlife con la canzone originale della Presidente di Interlife Giorgia Gambini e vede la partecipazione del violinista Manrico Padovani. Descrive le conseguenze spesso tragiche del viaggio affrontato dai migranti nel tentativo di raggiungere la terraferma e contiene un messaggio di fratellanza e solidarietà. Nasce dal bisogno di portare alla luce il numero sempre crescente di morti nel Mar Mediterraneo, diventato ad oggi il luogo in cui migliaia di persone trovano la morte nel tentativo di raggiungere terre lontane dalla propria, in cui costruire una vita diversa e migliore. Porta all’attenzione l’alternativa proposta dai Progetti di Interlife con obiettivi di sicurezza alimentare ed economica in loco tramite il Toolkit Interlife come alternativa alla migrazione e alle sue spesso mortali conseguenze.
"Secret Face", secondo singolo, racconta dei migranti sopravvissuti alla traversata che vivono come invisibili agli occhi di tutti, racconta la loro condizione nei Paesi d'origine, di bambini che soffrono la fame e che perdono la vita a causa di malnutrizione e malattie e delle condizioni nei Paesi di approdo (da sfruttamento e capolarato) e lo fa attraverso gli occhi di una bambina, unica a vederli realmente e capace di suggerire un'alternativa, il Toolkit Interlife. Il singolo è legato alla campagna #invisibili di Interlife;
“Les Jeux sont faits” è un brano-denuncia di Interlife del fenomeno noto come “turismo sessuale”, che descrive la condizione di miseria e sfruttamento di donne, bambine e adolescenti che, a causa della loro condizione di povertà estrema finiscono nelle mani di individui che è difficile definire umani ed evidenzia come solo l’indipendenza economica e la sicurezza alimentare, nel caso del video proposto dai progetti di Interlife, rappresenti la strada per l’emancipazione e la libertà.
“Scared”, “Big Yellow House” e “Il Dono” vedono rispettivamente partecipare all’EP Mahant, TolKins e Lena Lane.
Il 19 ottobre 2024, in occasione della Giornata Regionale dell'inclusione e della fragilità (Milano - Velodromo Vigorelli), è stata lanciata la versione inglese del brano, "The Mediterranean" scritta da Giorgia Gambini, presidente di Interlife, e interpretata dalla stessa insieme alla cantante Sandy Chambers.

## Tracce
1. Mediterraneo – 4:17 (Giorgia Gambini)
2. Secret face – 6:21 (Giorgia Gambini)
3. Las jeux sont faits – 3:58 (Giorgia Gambini)
4. Scared – 3:48 (Mahant)
5. Big yellow house – 3:37 (TolKins)
6. Il dono – 3:32 (Lena Lane)